# Sigüenza (stacja kolejowa)
Sigüenza (hiszp: Estación de Sigüenza) – stacja kolejowa w Sigüenza, w prowincji Guadalajara, we wspólnocie autonomicznej Kastylia-La Mancha, w Hiszpanii. Jest zarządzana przez Adif i znajduje się na 139,724 km linii Madryt – Barcelona.
Została oficjalnie otwarta w 1862 roku z odcinkiem pomiędzy Jadraque i Medinaceli przez MZA. Budynek dworca jest utrzymany w stylu secesji.
Pociągi, które zatrzymują się na stacji to Media Distancia Estrella Costa Brava Renfe. Ponadto od 2006 roku, w weekendy wiosną, latem i jesienią, kursuję Tren Medieval de Sigüenza z jazdą pociągu wycieczkowego do stacji Chamartín.
| kierunek         | < stacja        | linia                     | stacja >                    | kierunek                       |
| ---------------- | --------------- | ------------------------- | --------------------------- | ------------------------------ |
| Madryt Chamartín | Baides Jadraque | MD-R3                     | Koniec linii Arcos de Jalón | Koniec linii Zaragoza-Delicias |
| Madryt Chamartín | Jadraque        | MD-R4                     | Torralba                    | Soria                          |
| Madryt Chamartín | Guadalajara     | Estrella Costa Brava      | Arcos de Jalón              | Portbou Cerbère                |
| Madryt Chamartín | Guadalajara     | Tren Medieval de Sigüenza | Koniec linii                | Koniec linii                   |